# Thomas Morris (Politiker, 1861)
Thomas Morris (* 9. Dezember 1861 in Saint-Hyacinthe, Québec, Kanada; † 17. September 1928 in Manhattan, New York) war ein US-amerikanischer Politiker und von 1911 bis 1915 Vizegouverneur von Wisconsin.

## Leben
Morris wurde als Sohn irischer Einwanderer in Saint-Hyacinthe, Québec geboren. Er besuchte die Bedford Academy und studierte im Anschluss Medizin. Das Studium sagte ihm jedoch nicht zu und er ging nach St. John, wo er die nächsten Jahre als Angestellter in einem großen Warenhaus arbeitete. Später zog Morris in die Vereinigten Staaten, nach Syracuse im Bundesstaat New York, und wurde im Kohlehandel tätig. Nach drei Jahren verkaufte er sein Geschäft und ließ sich im Mai 1886 in La Crosse, Wisconsin nieder.
Er studierte an der Law School der University of Wisconsin. 1889 erhielt er seinen Abschluss und praktizierte in La Crosse. 1898 bis 1900 war Morris Distriktanwalt (district attorney) von La Crosse County. 1904 bis 1910 war er Senator im Senat von Wisconsin. 1910 wurde er von Robert M. La Follette sr. zum Kandidaten der Republikanischen Partei für das Gouverneursamt vorgeschlagen. Dies wurde jedoch von der Partei abgelehnt und so kandidierte Morris für das Amt des Vizegouverneurs. 1912 erfolgreich wiedergewählt, hatte er das Amt für zwei Amtszeiten von 1911 bis 1915 inne. 1915 zog sich Morris aus der Politik zurück und wurde wieder als Anwalt tätig. Er starb 1928 in New York in der Wohnung seiner Tochter.